# Barry Fa'amausili

a Compétitions nationales et continentales officielles uniquement.

b Matchs officiels uniquement.
Dernière mise à jour le 17 septembre 2017.
Barry Fa'amausili, né le 14 mai 1988 à Auckland, est un joueur samoan de rugby à XV évoluant au poste de pilier. Il joue au sein de l'effectif du Montpellier HR depuis septembre 2012.

## Biographie
Barry Fa'amausili est sélectionné avec l’équipe des Australian schoolboys en 2006 puis joue à Eastwood Rugby Club et ensuite il part en Europe ou il passe par les clubs du Connacht Rugby et de San Gregorio avant de rejoindre le Montpellier HR en septembre 2012 en tant que joker médical.
En Février 2013, il prolonge son contrat avec le MHR de deux années supplémentaires, il est donc lié avec le club héraultais jusqu'en 2015. Il a joué pour le Stade Rodez Aveyron en fédérale 1 lors de la saison 2014/2015.